# Lorenzo Marcello (1938)
«Лоренцо Марчелло» (італ. Lorenzo Marcello) — військовий корабель, підводний човен, головний у своєму типі, Королівських ВМС Італії за часів Другої світової війни.

## Історія створення
«Лоренцо Марчелло» був закладений 4 січня 1937 року на корабельні компанії Cantieri Riuniti dell'Adriatico у Монфальконе. 20 листопада 1937 року він був спущений на воду, а 5 березня 1938 року увійшов до складу Королівських ВМС Італії. Свою назву отримав на честь венеціанського адмірала Лоренцо Марчелло.

## Історія служби
«Лоренцо Марчелло» до початку бойових дій включили до оперативної групи з шести човнів, що мали виконувати завдання з прикриття рубежу між мисом Палос, мисом Фалкон та мисом Тенес у західному Середземномор'ї, але через технічні проблеми вийшов у море із запізнення. Протягом серпня «Марчелло» виконував завдання у західному Середземномор'ї разом з човнами «Гондар» та «Ашангі».
Згодом човен отримав наказ про перехід до Атлантики, щоб стати частиною нової італійської військово-морської бази BETASOM в Бордо. 31 жовтня 1940 року група підводних човнів італійського флоту, «Мікеле Б'янкі», «Франческо Морозіні» та «Бенедетто Брін», вийшла у вказаний термін, тоді як «Ладзаро Моченіго» та «Велелла» затрималися через технічні проблеми. Субмарини перетнули Гібралтарську протоку і вирушили у похід на патрулювання біля Порту.
11 січня 1941 року «Лоренцо Марчелло» вийшов у перший бойовий похід до Атлантичного океану разом з «Алессандро Маласпіна» та «Луїджі Тореллі».
6 лютого 1941 року «Марчелло» відплив з Бордо на захід від Ірландії, у черговий похід, але зник безвісти. Ймовірно був потоплений британським патрульним літаком Short Sunderland.